# 漁撈
漁撈（魚𢭐、ぎょろう、同音の漢字による書きかえで漁労とも記される）とは、魚介類・貝類や海藻を捕獲・収穫する活動のことである。

## 概要
アメリカの人類学者ウォッシュバーン、およびランカスターによれば、後期旧石器時代の終わりごろと中石器時代を含む時期になってはじめて、人類は水に対する生理的・心理的な恐怖を克服し、河川や海の資源を利用し始めるようになった。
日本における漁撈活動の始まりを確定することは困難ではあるが、すでに縄文人は、素手で魚を捕らえたり（素捕り・潜り漁）、遠浅の海岸を徒行で、あるいは丸木舟に乗って沖へ出かけ、銛・鉤などの突具など用いて、多種にわたる魚類や貝類などを捕獲していたと考えられている。
このように捕獲された魚介類を人間が食用にしていたという痕跡が貝塚に垣間みられる。動物を狩猟することや、堅果（木の実）や根菜、きのこなどを採集する一方で、魚類や貝類を捕獲することもまた、農耕が開始される以前の日本人の食生活の重要な一部であったと考えられる。

## 関連文献
- 漁
- 漁業
- 漁師